# حمار
الحمار هو حيوان من جنس الخيل، وهو حيوان أليف، ويوجد نوع يعيش بصورة برية في وديان وصحاري أفريقيا وآسيا وبراريها ويسمى بالحمار الوحشي. الحمار من الفصيلة الخيلية، رتبة مفردات الأصابع، من طائفة الثدييات، من شعبة الحبليات التابعة للمملكة الحيوانية من الكائنات الحية. هو الرفيق الدائم للإنسان، حامل المشقة، والمستأنس منه مع تنوع عائلته، مايزال في دوره القديم، رغم أن قريبه الأوناغر البريّ مهدد بالانقراض. ويسمى صغير الحمار جحش.

## في اللغة

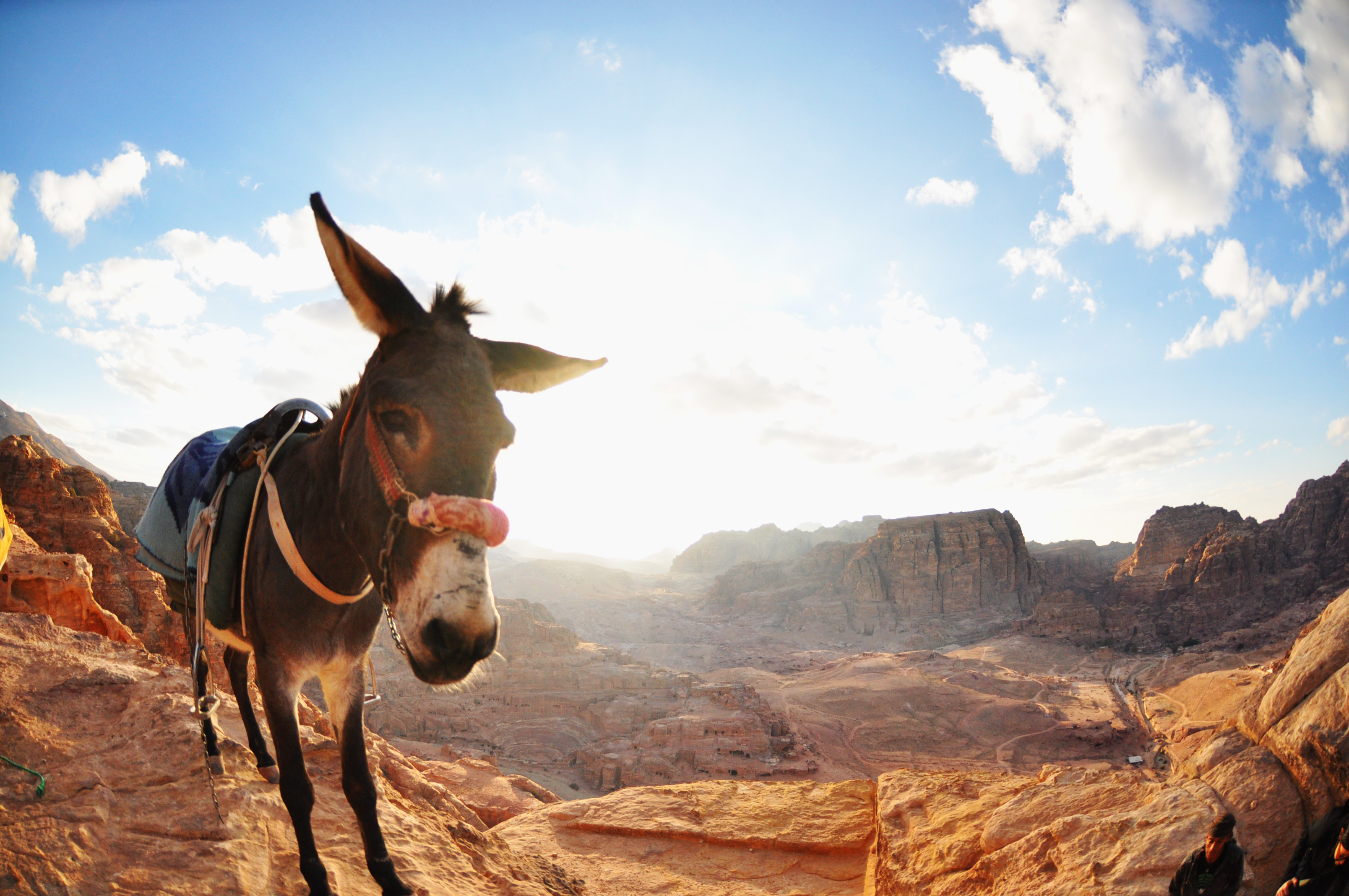
حمار في وادي رم الأردن

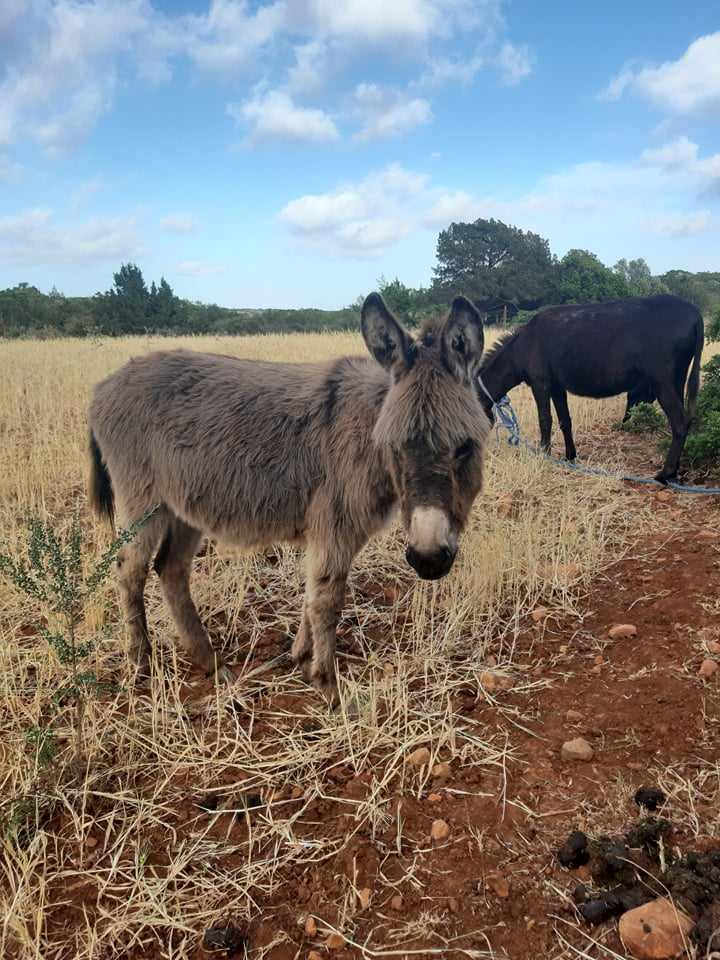
حمار في مزرعة الوسيطة ضواحي البيضاء ليبيا

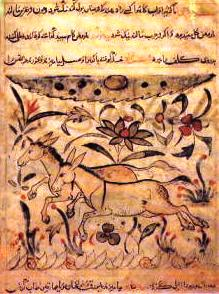
رسم لحمارين في كتاب الحيوان كتبه الجاحظ في القرن التاسع الميلادي.

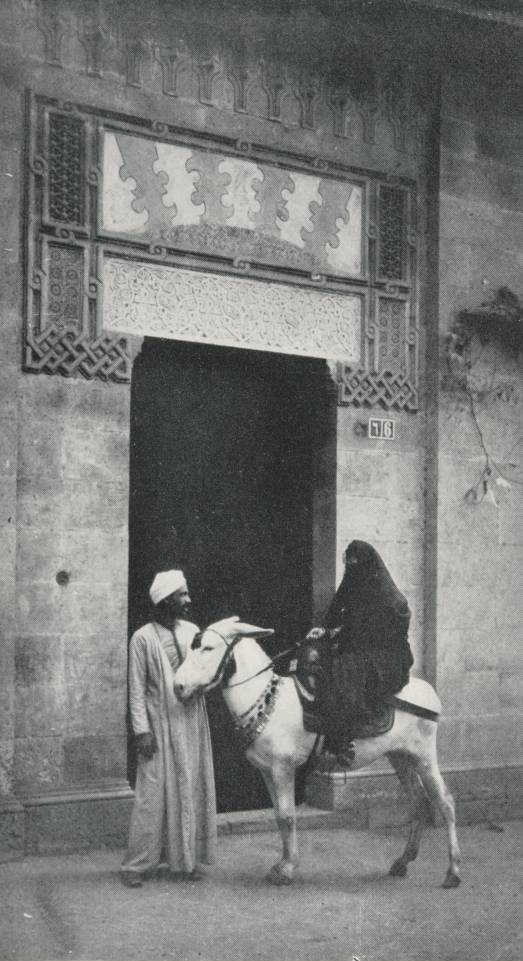
امرأة مصرية تركب حمار مَكاري (لقاء أجر، كحال التاكسي اليوم).

قال الدميري في حياة الحيوان الكبرى عن الحمار:
الحمار جمعه حمير وأحمرة وربما قالوا: للأتان حمارة، وتصغيره حُمَيّر ومنه توبة بن الحمير وكنية الحمار أبو صابر. ويقال للحمارة أم نافع، وأم تولب، وأم جحش، وأم وهب، ومنه نوع يصلح لحمل الأثقال ونوع لين الأعطاف سريع العدو يسبق براذين الخيل.

## الصفات

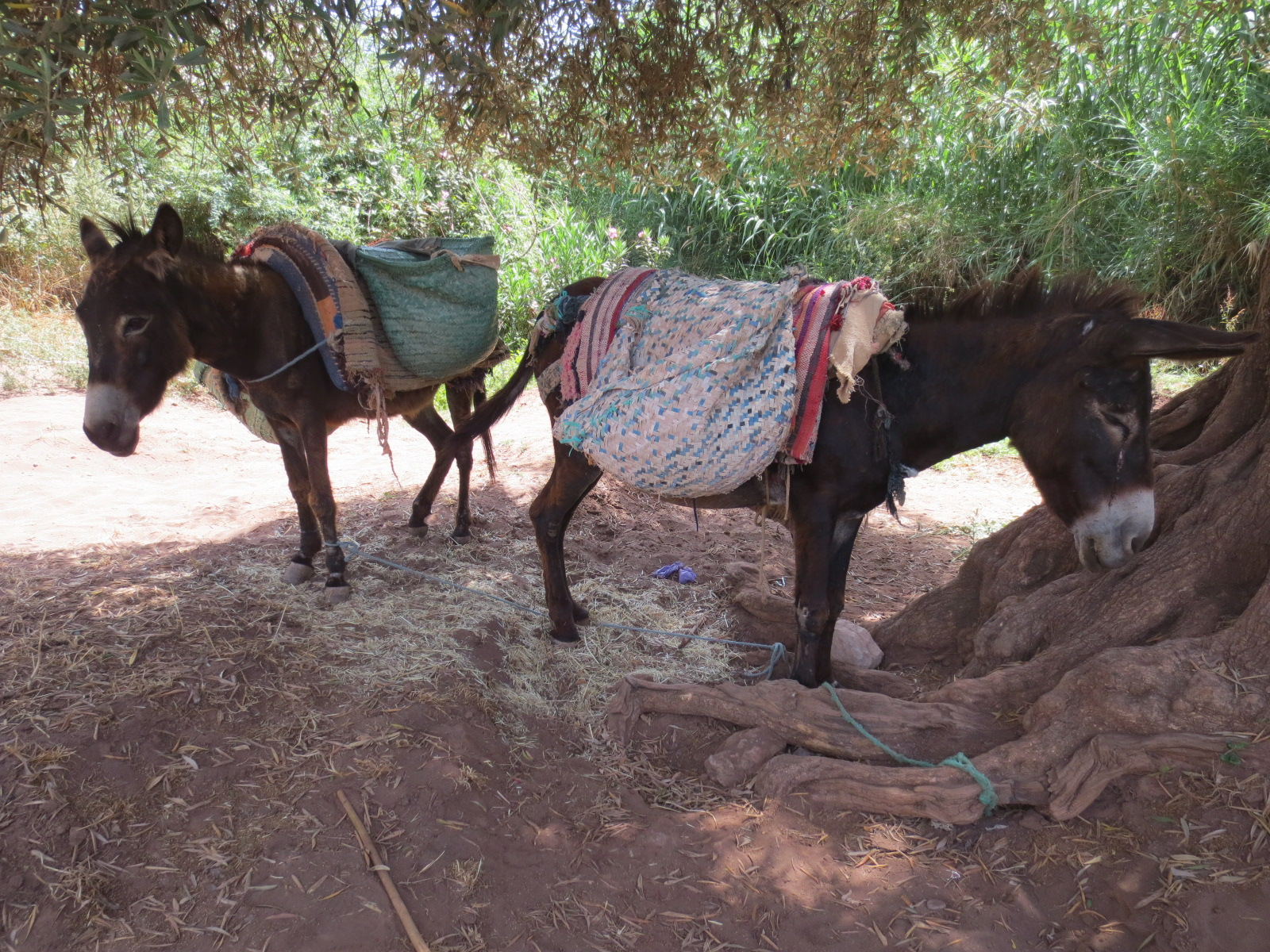
حمارين للسياح عند شلالات أوزود.

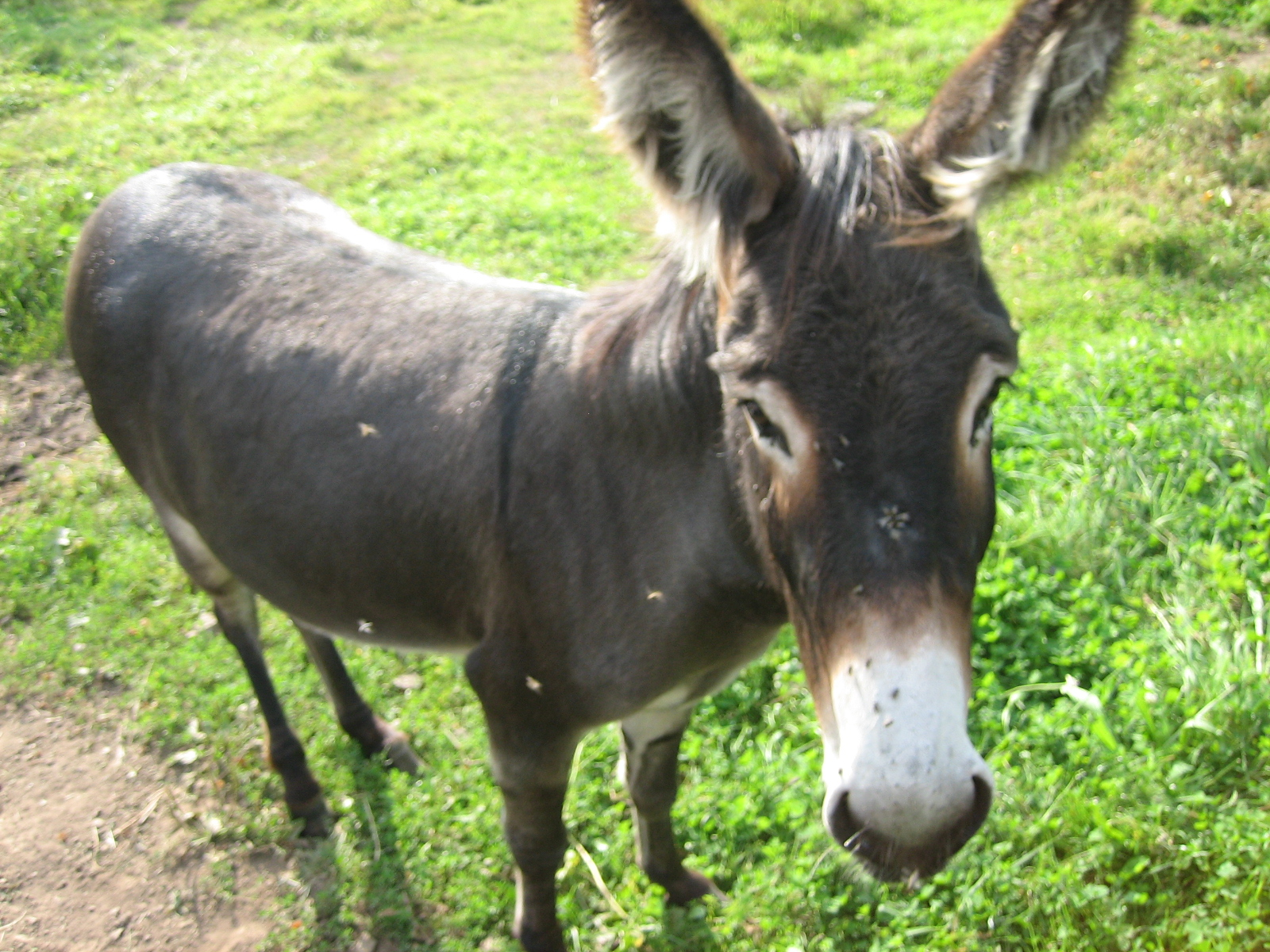
شكل الحمار

يشبه الحمار بشكله العام الحصان لكنه أصغر حجماً وأقرب إلى البغل، له رأس كبير وذيل قصير ينتهي بخصلة شعر، حوافره صغيرة وأذناه طويلتان. وتسمى أنثى الحمار أتانا والصغير جحشاً. كما تختلف الحمير بأحجامها، المدجنة منها من 0.9 إلى 1.4م طولاً، رغم أن حمار الماموث أطول، وقد يصل طول الحمار الأندلسي ل1.6م ارتفاعاً. الأذنان أكبر من غيرها في جنس الأخيلة، ذات سمع أكثر حدة أيضاً، أما العينان فأكثر توجهاً للأمام من الأحصنة.
فروة الحمير المستأنسة داكنة غالباً، إلا على مستوى البطن، مقدمة الرأس ومحيط العينان بلون أبيض، مع هذا، توجد فروقات بينها في العالم، فالحمار المصري أبيض، أما حمار البيري فداكن بنّي يميزه صليب القديس أندري على الظهر. تقدم الأحمرة البرية ألواناً أخرى، من البني، إلى الرملي، والبني الأحمر عند حمير التبت مثلاً.
تعيش الأحمرة البرية بشكل مستقل، عكس الأحصنة البرية التي تتجاور بينها.
يعاني الحمار بشكل عام، من نفس أمراض جنس الأخيلة، لكنه أيضاً أكثر حساسية لمرض التهاب الحوافر حين يكون الأكل المقدم له زائداً عن اللزوم.
ما يميز الحمير أيضاً، صوتها الحاد، النهيق والذي تستعمله في تواصلاتها، حيث يمكن سماعه على بعد 3 كم، وغالباً ما تستعمله الحمير الوحشية للتخويف في حالة الدفاع، مع الضرب بأرجلها الخلفية.

### النهيق في لسان العرب
نُهَاقُ الحمار: صوته. والنَّهِيقُ: صوت الحمار، فإذا كرّر نَهيقه واشتدّ قيل: أَخذه النُّهاقُ. ونَهَقَ الحمار يَنْهِقُ ويَنْهَقُ ويَنْهُق؛ الضم عن اللحياني، نَهْقاً ونَهِيقاً ونُهَاقاً وتَنْهاقاً: صوَّت.
قال ابن سيده: وأَرى ثعلباً قد حكى نَهِقَ، قال: ولست منه على ثقة.
والنّاهِقان: عظمان شاخصان يَنْدُران من ذي الحافر في مجرى الدمع يخرج منهما النُّهَاقُ، ويقال لهما أَيضاً النَّوَاهق.
والنّاهِقُ والنَّواهِقُ من الحمير: حيث يخرج النُّهاق من حلوقها، وهي من الخيل ذات العظام الناتئة في خدودها، وفي التهذيب: النَّواهِقُ من الخيل والحمر حيث يخرج النُّهاقُ من حلقه؛ وأَنشد للنمر بن تولب:

## التناسل

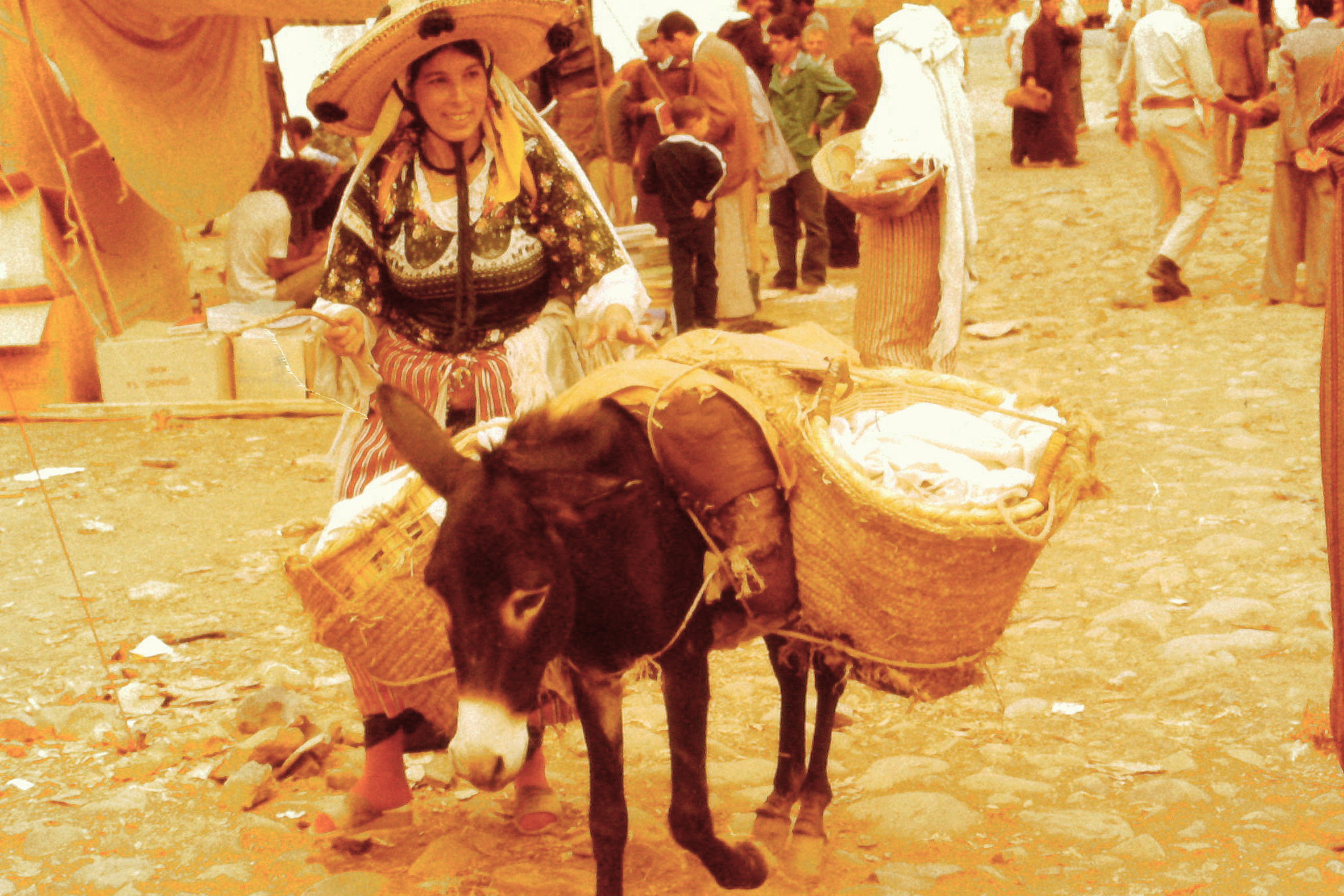
حمار في المغرب

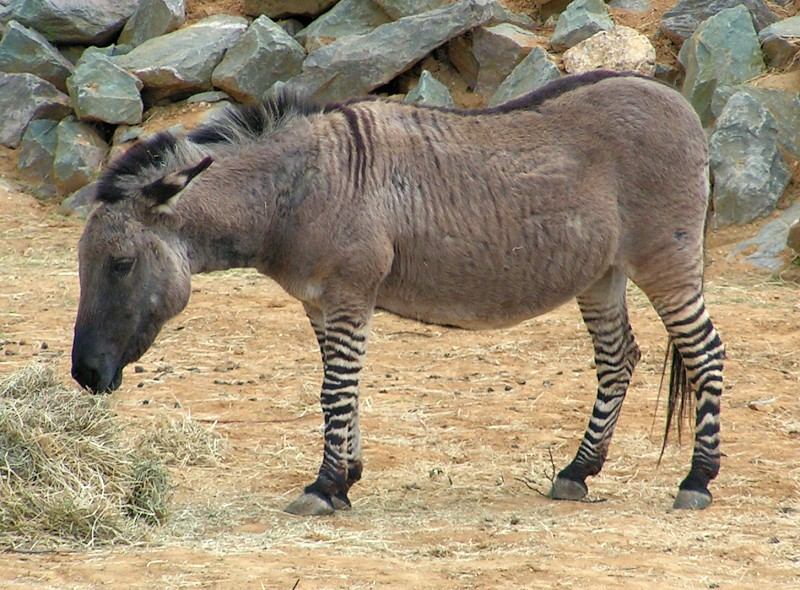
الزونكي، البغل المتوحش

تحمل الإناث مدة 11 شهرا، وهي في انسجام وجاهزة للتزاوج كل شهر، طوال السنة، وغالبا ما يكون جحشا واحدا، 1.7% فقط من الحمولات تعطي توأما، ويعيشان في 14% من الحالات، لكنها أكثر من غيرها عند الحصان بمقدار 10 أضعاف.
أما مدة عيشها فهي تقارب الأربعين سنة.
- يمكن للحميّر، أو الجحش، أكل غذاء الكبار (عشب وحبوب) خلال شهر من الرضاعة، وبعد 4 أشهر، يمكنه الاستعاضة عن حليب والدته. صحيا، يفضل اكمال التسعة أشهر، ولا يعتبر الصغير بالغا إلا بعد 4 أعوام.
- من ذلك في لسان العرب:

الجَحْشُ: ولدُ الحمار الوحشيّ والأَهليّ، وقيل: إِنما ذلك قبْل أَن يُفَطم. الأزهري: الجَحْش من أَولاد الحِمار كالمُهْر من الخيل.
الأصمعي: الجَحْش من أَولاد الحَمِيرِ حين تَضَعُه أُمُّه إِلى أَن يُفْطم من الرِّضَاع، فإِذا اسْتَكْمَلَ الحولَ فهو تَوْلَب، والجمع جِحَاشٌ وجِحَشَةٌ وجِحْشانٌ، والأُنثى بالهاء جحْشَة. وفي المثل: الجَحْشَ لَمَّا بذَّكَ الأَعْيار أَي سَبَقَكَ الأَعْيار فَعَلَيْك بالجحش؛ يُضْرَب هذا لمن يَطْلُب الأَمرَ الكبِيرَ فيَفُوتُه فيقال له: اطلُب دون ذلك. وربما سمي المُهْر جَحْشاً تشبيهاً بولد الحمار. ويقال في العَيِّ الرأْي المنْفَرِد به: جُحَيْشُ وحْدِه كما قالوا: هو عُيَيْرُ وَحْدِه يشَبّهونه في ذلك بالجَحْش والعَيْرِ، وهو ذمٌّ، يقال ذلك في الرجل يَسْتَبِدُّ برأْيه.
- تزاوج الحمير بينها يعطي حميرا، مختلف أصنافها، أما تزاوج الحمار الذكر مع أنثى الحصان، الفرس، فيعطينا بغلاً، والبغل، صفة للذكر والأنثى منها، عقيم لا يلد.
- أما تزاوج ذكر الحصان ب64 كروموسوم مع الأتان ب62 كروموسوم، فيعطينا نغلًا، والذي يحدده المزارعون بمراقبته في الحقل، حيث غالبا ما يجاور الأحمرة بدل الأحصنة، في الوقت الذي يذهب البغل العادي للأحصنة أثناء الرعي.
- تزاوج الحمار الأهلي مع حمار الزرد، يعطينا ما يسمى (Zonkey)، وهو أحد أنواع الزرحصان، ويمكن لغير المطلع، مقارنته بحيوان الأكاب (okapi) قريب الزرافة.

## الأصناف والسلالات

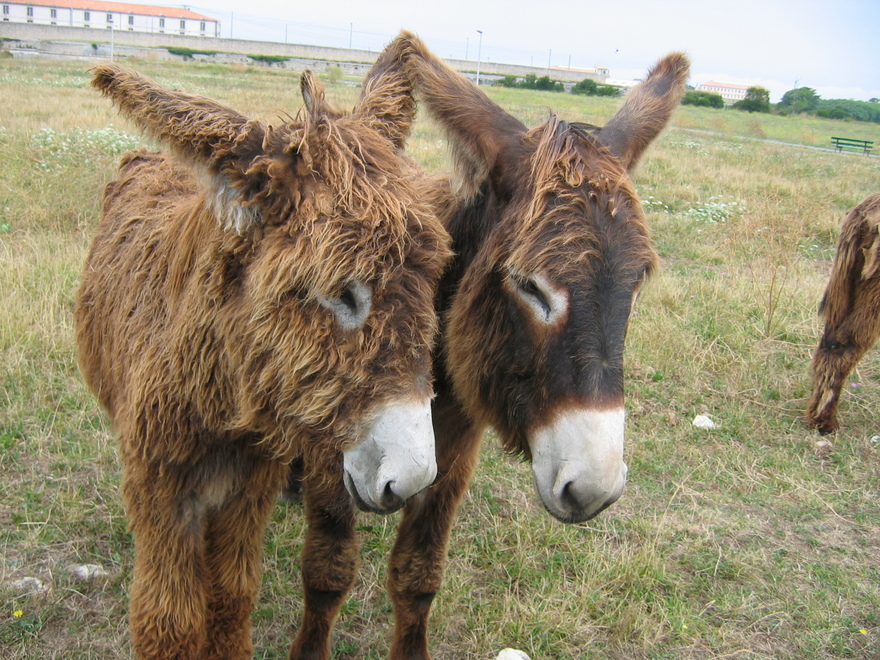
صنفان من الأحمرة متجاوران

من الحمير، الحمر الأهلية المستأنسة والبريّة.
- أصناف الحمير المستأنسة كثير، أشهرها بأسماء تعرب غالبا:
- الحمار الأهلي: من سلالة الحمار النوبي الوحشي الذي يوجد في البراري وتوجد أحسن الحمير في الإحساء واليمن.
- الحمار الأثيوبي أو الصومالي، يستوطن المناطق الساحلية من الصومال حتى خليج عدن ولونه رمادي محمر جميل.
- الحمار الأمريكي المنقط.
- الحمار القبرصي.
- حمار الأبيض المتوسط، المينوتور.
- حمار البواتو Poitou الذي خرج في فرنسا، كهدف وحيد لإنتاج البغال، حمار عريض مع وبر خشن.

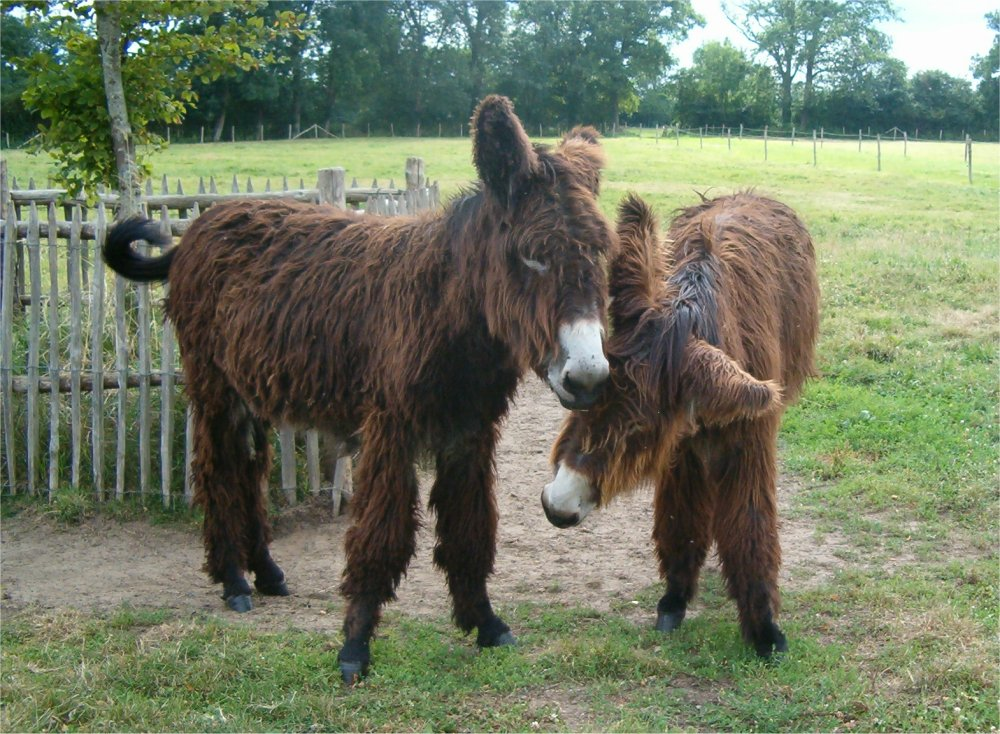
حمار البواتو

- الأحمر البرية Equus africanus أسلاف الأولى للحمير الأليفة، ودرجة التشابه بين الجنسين متطابقة إلى حد بعيد.

مع تهجين أغلبية الأحمرة، قليل منها بقي متواجدا في الطبيعة، كما أنقرض منها أصناف أيضا، كحمار اليوكون والأوروبي البري. والحمار الوحشي سريع العدو، يركض بسهولة على الصخور وفوق الرمال في سرعة الصخور وفوق الرمال في سرعة الحصان، والأحمر الوحشية حيوانات تعيش في قطعان يبلغ عددها في بعض الأحيان ألف رأس.
الحمار الوحشي الآسيوي Equus hemionus ينتشر في شمال شبه الجزيرة العربية وقد انقرض تماماً في الخمسينيات من هذا القرن كما قال جوناثان كينغدور في كتابه ثدييات الجزيرة العربية.
- الحمر البرية، عكس الأحصنة البرية لا تعيش في مجموعات مع بعضها، شديدة الاستقلالية، يدافع الذكور منها عن نطاقاتهم بركلات شديدة للأجانب من صنفها.

## الحمار في التاريخ

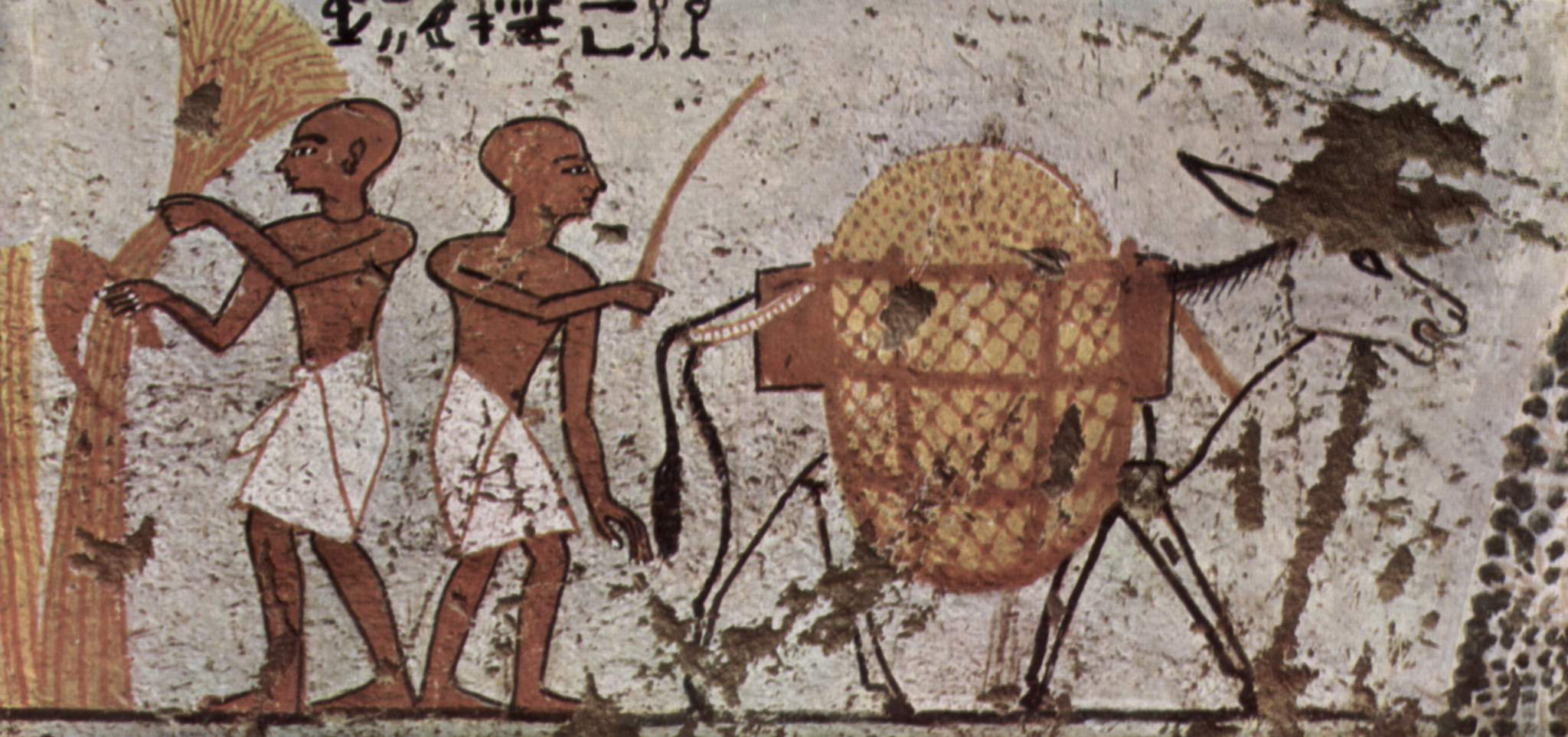
حمار في رسومات مصرية 1298-1235 قم

وجد الحمار لأول مرة في القرن الأفريقي قبل ما يقارب 12 ألف سنة. جد الحمار الحالي المعروف، هو الحمار النوبي، الصومالي، حسب كتاب كلوتون بروك، التاريخ الطبيعي للحيوانات الأليفة، 1999، دجن خلالها الحمار الأفريقي من حوالي 4000 سنة قم، حين أصبح أهم أداة للحضارات الشرق الأوسط القديمة، أين يمكن لللحمار تحمل من 20 إلى 30% من وزنه، كما استعمل لبنه أيضا كغذاء. خلال 1800 سنة قم، وصل الحمار للشرق الأوسط، أين سميت دمشق التجارية بمدينة الحمير، في الكتابات المسمارية، كما أعطت ثلاث سلالات منها.
اقترن الحمار بالنسبة لليونانين بإله الخمرة ديونيسوس، كما قدس الرومان أيضا الحمار، مستعملينه في قداساتهم التطهرية.
انقرض جنس الأخيلة من النصف الغربي للأرض، مع خروج العصر الجليدي، وكانت عودته بدخول فاتحي المكسيك والبيرو زمن كولومبس، عندما حمل الأخير4 أحمرة واثنين من الأتان.
مع دخول القرن العشرين، تخلى الناس عن استعمال الحمير كوسيلة عمل، باستثناء المناطق الريفية، والفقيرة. كان بروز الحمار كحيوان أليف مع روبرت غرين، ومينيتوره، حين وصفه: هذا النوع، يملك وداعة البقرة، جلد البغل وشجاعة النمر، وذكاء يقارب أخاه الإنسان. يبلغ علو المينوتور حوالي مترا، ما حذا بعديد من العائلات لأخذه كحيوان أليف حين تتوفر المساحة.

## الاستعمال
يوصف الحمار كدليل في سلوك الطرقات الوعرة تحديدا، والتي مشى فيها ولو مرة واحدة. كما يتمتع بحدة سمع وقدرة تحمل تفوق الحصان بالنظر لحجمه.

### يوميا
للحمار شهرة بعناده، غير دقيقة، لأن الحمار يستعمل حدسه الطبيعي للبقاء، فمن الصعب إرغام أو تهديد الحمار على فعل شيء ما ضد رغبته.
الدراسات العلمية القليلة جدا حوله، يظهر الحمار فيها، ذكيا، حذرا، حميميا، لعوبا، ومتعلما متحمسا، ما يجعلهم أصدقاء الأحصنة لطبيعتهم الهادئة مقابل عصبية الأخيرة، وبالتجربة، إذا وضع مهر جوار حمار وحصان، فسيتوجه للحمار بعد أن يبتعد عن أمه الفرس.
تكفي ثقة الحمار بصاحبه، لكي يكون المعين المخلص، كما تسمح بريطانيا ببقاء الحمار، فقط من بين الحيوانات، طليقا في حدائقها.
يتواجد حاليا 44 مليون حمار في العالم، 11 مليون منها فقط في الصين، تتبعها باكستان، أثيوبيا والمكسيك، لكن عددها أكثر، نظرا لأنها ليست ضمن الإحصائيات.
لا زال الحمار يستعمل في أعمال أجداده، قبل 6000 سنة، النقل أهمها، الزرع، وإخراج المياه، وغيرها كمرافقة الخيول أو حتى رعي للأغنام، قليل منها يستعمل للحلب والأكل، في جزر هيدرا اليونانية، ولأن المركبات ممنوعة، يعتبر الحمار (أو المشي) وسيلة النقل الوحيدة.
بشكل خاص، يعتبر الحمار صديق المهربين، تهريب بنزين، أسلحة أو مواد غذائية، صفاته الحمار المذكورة تساعدهم كثيرا.

### الحروب
أستعملت الحمير أيضا في الحروب، لنقل معدات أو في حالات قليلة كحيوانات للركوب، وقد خلّد استعماله عندها في تمثال لجون كيركـباتريك سيمسون مع حماره الذي أنقذ به العديد في الحرب العالمية الأولى.
حسب الكاتب البريطاني، ماثيو فورت، استعمل الإيطاليون الحمير لوقت قريب الحمير في جيشهم، خاصة عبر الجبال، وكحل أخير للأكل في الظروف القاهرة.
استعمال الحمار في التهريب، قابله استعمال في الترهيب، أفغانستان، والعراق، حيث يربط بألغام وقنابل موقوتة لتفجيره عن بعد.
تم استخدامه مثلا بواسطة الفلسطينيين في اشتباكاتهم مع الإسرائيليين حين قاموا بحمل الطوب والبلور الصغير والأسلحة ونقله إلى الرماة. وأحيانا يقوم الحمار بهذا بمفرده ويعود لصاحبه بمفرده، أيضا ليعيد التحميل ومن ثم في توصيل شحنة جديدة 

### فوائد الحمير الطبية
اكتشف خبراء صينيون إمكانية الاستفادة من جلود الحمير المصرية في مجالات اقتصادية وطبية أيضا حيث اثبتت الدراسات العلمية انه يمكن استخلاص عقاقير ومنشطات جنسية من جلود الحمير دون أية آثار جانبية.

### استخداماته الاقتصادية
قامت شركة مصرية بالتعاون مع شركة صينية بتقديم عرض مفادته اقامة مجزر خاص مزرعة حمير ومصنع لإنتاج معلبات طعام للحيوانات الاليفة كالقطط والكلاب من لحم الحمير. بالإضافة إلى استغلال البان الحمير في إنتاج الادوية نظرا لما فيها من مضادات حيوية نادرة وفقا لما قاله حامد سماحة رئيس هيئة الخدمات البيطرية. اما ممدوح مكي عضو المجلس التصديري للجلود ورئيس غرفة دباغة الجلود السابق فقال انه يتم استغلال لحم الحمير بعد أخذ جلده والاستفادة به في اطعام الحيوانات الجارحة والحيوانات المتوحشة كالسباع والنمور في حديقة الحيوان.

## في الثقافة العامة
علاقة الإنسان القديمة مع الحمار صنعت تلك الهالة من القصص حوله:
- يعتبر لفظ حمار من الشتائم السوقية الشائعة في كثير من مناطق العالم وخصوصا المناطق العربية، لوصف شخص بالغباء، كما يمكن أن يصل هذا الوصف لخلافات عديدة.[7]
- أما في أوروبا الغربية، إضافة لسابقه، دليل أيضا عن العمل المضني، دون مردود لائق أو حتى تمعن في طبيعة الشغل.
- في اليونان يطلق وصف الحمار (γαϊδούρι, غايدوري) على الشخص الوقح أو الذي تعوزه الأخلاق.

## في الديانات

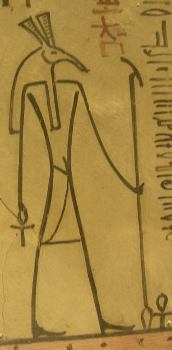
الإله ست، من مصر القديمة بشكل حمار

- من مصر القديمة رسم الإله ست، إله الصحراء والعدم بشكل حمار في المعابد القديمة، كرمز لمساعدته الإله رع (رمز الشمس) خلال رحلته في العلم السفلي (الكسوف).
- كان الحمار في الأساطير اليونانية رمزا لإله مثله مثل مصر القديمة، كرمز لتبجيل المتعة، حيث كان بصورة الإله ديونيسوس، وكان يظهر بخاصة عند ابراز علاقته مع رفيقه سيلينوس.
- في العهد القديم والتاريخ اليهودي، سمي ملك شيشم (نابلس) والذي مات على يد أولاد يعقوب، حامور، كنوع من التقدير، ودلالة على أن الحمار أخذ نظرة ذات قيمة عالية قديما.
- في رسومات المسيحية، غالبا ما صور المسيح راكبا حمارا، تغيرت بعدها النظرة، لما اتخذت الأرستقراطية ركوب الخيل.
- في الإسلام، قال النبي محمد، بأن الكلاب والحمير تبطل صلاة أحدهم إذا مشت أمامه [8] مع أن الأُنثَى من الحُمُرِ، لا تقطع الصلاة، كما ذكر قبلا.

كما دعا للإستعاذة من الشيطان إثر سماع صوت الحمير، لأنه دلالة على رؤيتها للشياطين والجن.
وفي القرآن، ذكر الحمار في أكثر من موضع كما في قوله في سورة لقمان: { وَٱقْصِدْ فِي مَشْيِكَ وَٱغْضُضْ مِن صَوْتِكَ إِنَّ أَنكَرَ ٱلأَصْوَاتِ لَصَوْتُ ٱلْحَمِيرِ }
من تفسير سيد قطب، في ظلال القرآن:
| حمار | والغض من الصوت فيه أدب وثقة بالنفس واطمئنان إلى صدق الحديث وقوته. وما يزعق أو يغلظ في الخطاب إلا سيئ الأدب، أو شاكّ في قيمة قوله، أو قيمة شخصه؛ يحاول إخفاء هذا الشك بالحدة والغلظة والزعاق!. الأسلوب القرآني يرذل هذا الفعل ويقبحه في صورة منفرة محتقرة بشعة حين يعقب عليه بقوله: { إن أنكر الأصوات لصوت الحمير }.. فيرتسم مشهد مضحك يدعو إلى الهزء والسخرية، مع النفور والبشاعة. ولا يكاد ذو حس يتصور هذا المشهد المضحك من وراء التعبير المبدع، ثم يحاول.. شيئاً من صوت هذا الحمير..! | حمار |

وفي قوله تعالى أيضا: {مَثَلُ الَّذِينَ حُمِّلُوا التَّوْرَاةَ ثُمَّ لَمْ يَحْمِلُوهَا كَمَثَلِ الْحِمَارِ يَحْمِلُ أَسْفَارًا ۚ بِئْسَ مَثَلُ الْقَوْمِ الَّذِينَ كَذَّبُوا بِآيَاتِ اللَّهِ ۚ وَاللَّهُ لَا يَهْدِي الْقَوْمَ الظَّالِمِينَ (5)}
ومن تفسير سيد قطب:
| حمار | فبنو إسرائيل حملوا التوراة، وكلفوا أمانة العقيدة والشريعة.. { ثم لم يحملوها }.. فحملها يبدأ بالإدراك والفهم والفقه، وينتهي بالعمل لتحقيق مدلولها في عالم الضمير وعالم الواقع. ولكن سيرة بني إسرائيل كما عرضها القرآن الكريم ـ وكما هي في حقيقتها ـ لا تدل على أنهم قدروا هذه الأمانة. ولا أنهم فقهوا حقيقتها، ولا أنهم عملوا بها. ومن ثم كانوا كالحمار يحمل الكتب الضخام، وليس له منها إلا ثقلها. فهو ليس صاحبها. وليس شريكاً في الغاية منها! وهي صورة زرية بائسة، ومثل سيِّئ شائن، ولكنها صورة معبرة عن حقيقة صادقة... | حمار |

أيضا حمار عُزير، الذي ورد ذكره في سورة البقرة حيث اماته الله وفقا للقران. وفي موضع اخر اهدى المقوقس رسول الإسلام يعفور الذي مات في الطريق أثناء حجة الوداع.
وقد ذُكر مرتين في القرآن:
- ارتبط بالركوب والزينة: ﴿وَالْخَيْلَ وَالْبِغَالَ وَالْحَمِيرَ لِتَرْكَبُوهَا وَزِينَةً وَيَخْلُقُ مَا لَا تَعْلَمُونَ ۝٨﴾ [النحل:8]
- ارتبط بـ«أنكر الأصوات» التي على الإنسان تجنبها ﴿وَاقْصِدْ فِي مَشْيِكَ وَاغْضُضْ مِنْ صَوْتِكَ إِنَّ أَنْكَرَ الْأَصْوَاتِ لَصَوْتُ الْحَمِيرِ ۝١٩﴾ [لقمان:19]

## في الأدب
- في الحكم الصينية، قصة للحمار وتهور البشر، حيث يستعمل الملك حصانا في قطع الجبال، بدل حمار يقدمه مزارع بائس، يخبره بأن الحمار يتأنى وأقل هوجا، فيلقى الملك حتفه بسبب الحصان وعجرفته، نادما، يقول، ليتني أخذت الحمار دليلا.
- ذكر الحمار في أول رواية في البحر المتوسط، الحمار الذهبي للوكيوس أبوليوس كراوي لأحداث تجري له مع البشر، حين يصف مزاجهم ورغبتهم في تغيير غيرهم بالقوة والعنف، بدل التسامح الذي يميزه.
- في رواية جورج أوريل، مزرعة الحيوانات، اعتبر الحمار بنجامين، صديق الحصان المسكين، الحذق والشكاك، الذي يكتشف خداع الخنازير في حكمهم، وكما قال أرويل: بأننا لا نفهم فقط لغته، لأنه يضحك علينا، فعقله هو، لا يعمله في سخافات.
- رواية بلاتيرو وأنا، من أهم أعمال الشاعر الإسباني خوان رامون خيمنيز.
- روايات عديدة، أهمها عربيا، «حمار الحكيم» لصاحبها توفيق الحكيم، يروي فيها صداقته له، مع أحاديثه التي يعتبرها أسهل من كلامه مع البشر.
- ومن الشعر العربي ما قاله أحمد شوقي عن الحمار:

## في الفن
- مؤخرا، تزايد الاهتمام مع التقدير لهذا الحيوان، حيث يعتبره بعضهم أكثر قيمة من الإنسان، فأغنية المغني سعد الصغير التي نصها: أحبك يا حمار تشيد بصفاته الجسدية من قوة وتحمل، وصفاته الخلقية، من صبر وسكون، وحكمة وعدم الظلم.
- ظهرت أيضا جمعية مغربية، أصدقاء الحمير، كسخرية من النظام، ودلالة على نباهته على كثير من البشر.[9]
- أحد أبطال سلسلة فيلم شريك، هو الحمار الذي أدى دوره الممثل الأفروأمريكي، إيدي ميرفي.

## في المجتمع

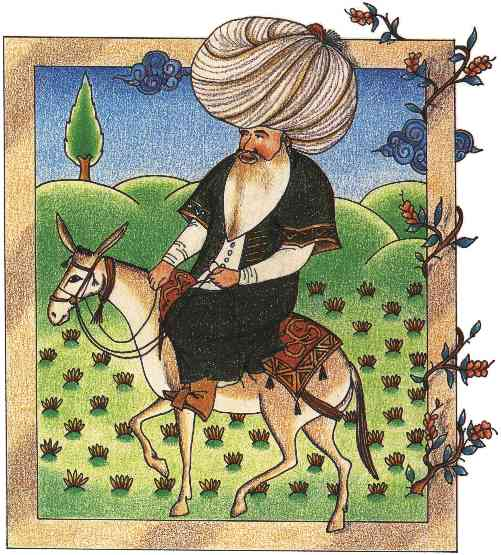
حكم جحا وحماره كثيرة في الأدب

- هنالك أيضا جمعية الحمير المصرية ذات البعد الحقوقي والإنساني.
- شهدت دولة إسرائيل حديثا جدلا حول استعمال كلمة أحمرة من طرف المتدينين على العلمانيين الصهاينة مؤسسي الدولة، عبارة شومورو شال المشيا (حمار المسيح) استعملها رابي أفرام كوك، كنوع من المهمة التي أمر بها الله علمانيي اليهود بخلق وطن، لكن قدر الدولة هو وقوعها في يد المتدينين، ولا يبقى العلمانيون سوى الأحمرة التي ركبها المتدينون، كان كتاب العلماني سيفي ريشليفسكي، 1998، وراء هذا الجدل.
- في حين يرفض المجتمع لدينا تقبل فكرة تحديد يوم إجازة للخدم والسائقين، قامت مدينة (بلاكبول الساحلية شمال غربي إنجلترا) بتطبيق قواعد صارمة للحفاظ على الحمير إحداها ألا تتجاوز أيام عمل الحمار ستة أيام في الأسبوع ما بين العاشرة صباحا وحتى السابعة مساء تتخللها ساعة راحة يومياً لتناول وجبة الغداء، علاوة على إجراء اختبارات صحية إلزامية قبل بدء موسم الصيف.[10]
- يعد بيع لحوم الحمير جرما يعاقب عليه فاعله في الدول العربية، فقد قضت محكمة مصرية بحبس وتغريم 3 جزارين أدينوا بالاتجار في لحوم الحمير والخيول النافقة، بعد تحقيقات استمرت نحو 3 شهور عقب القبض عليهم. وفي سابقة هي الأولى من نوعها، ألزمت المحكمة المدانين بنشر الحكم في صحيفتين يوميتين، وتعليق الحكم على باب محل الجزارة مدة 5 سنوات، بعد إغلاقه مدة سنة ونصف.[11]
- الحمار هو شعار الحزب الديمقراطي الأمريكي كناية عن الصبر.
- منذ عدة سنوات أثارت سيدة أجنبية الجدل في شمال أفريقيا حينما ثارت عند رؤيتها لعربجي يضرب حمارا مستخدما عصا حديدية. تأثرت جدا بهذا المشهد وأعلنت رحيلها النهائي من أفريقيا وعدم الرجوع إليها بسبب الإساءة إلى الحمير وللحيوانات بصفة عامة. تباينت ردود الجماهير ووسائل الإعلام فتباين الرأي العام بين مستنكرٍ لما فعلته هذه السيدة ورأى في أن ما حدث لا يستحق رد الفعل هذا، ومنهم من حسد الحمار على وجود من اهتم لحقوقه. وكان موضع اهتمام وسخرية في العديد من وسائل الإعلام لفترة.
- في التقويم الفرنسي، يعد يوم 6 أكتوبر من كل عام هو يوم الحمار.

## في الأساطير
"يقول الباحثان يونغ دين وألكسندرا دايفيد-نيل في كتابهما حول بلاد ما بين النهرين إن أذني الحمار كانتا رمزاً للمعرفة والحكمة عند شعوب هذه المنطقة قديماً، وذلك أمرٌ بديهي في عصر كان تناقل المعرفة فيه يتم شفهياً، والأذنان الكبيرتان كانتا رمزاً للإصغاء الجيد. وينطبق الأمر نفسه على شعوب التيبت ومونغوليا وفق ما يرويه غوبرناتيس في كتابه أساطير في علم الحيوان.
وتقول أسطورة إغريقية بأن «ميداس أثار غضب أبولون ذات مرة، بسبب تفضيله للموسيقى التي يعزفها بان على موسيقى أبولون، فقام هذا الأخير بمعاقبته وتحويل أذنيه إلى أذني حمار. ويبدو أن هذه النظرة السلبية هي التي انتصرت في النهاية على النظرة الشرقية. وأصبحت أذنا الحمار رمزاً للغباء».

## معرض الصور

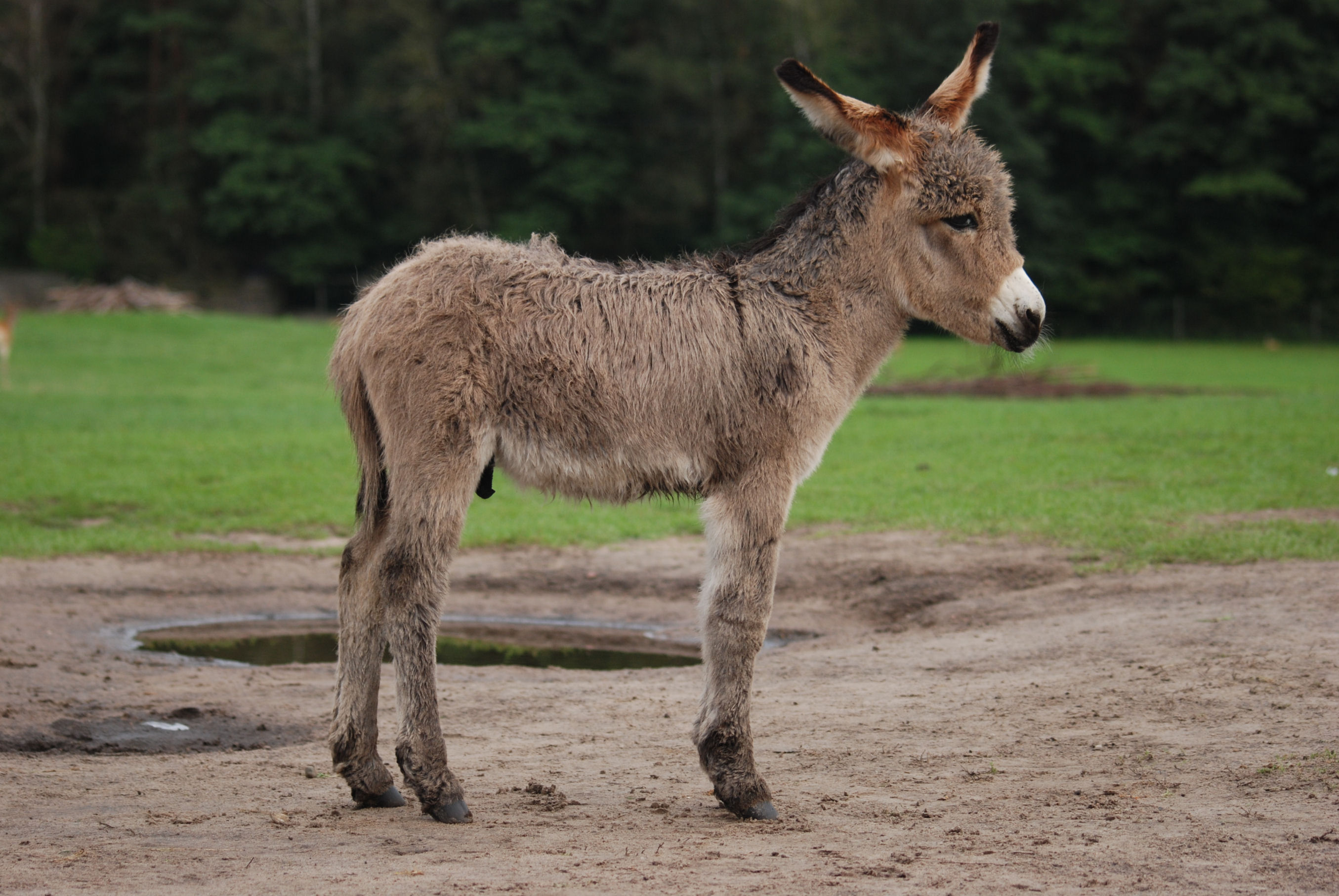
حمار صغير يبلغ من العمر 3 أسابيع

## وصلات خارجية
- تناسل حمير البواتو